# Rocade 3 d'Hanoï
La rocade 3 de Hanoï (Đường vành đai 3 Hà Nội, sigle CT.20) est une autoroute située au Viêt Nam.

## Parcours
La rocade est un axe important de circulation routière de la capitale Hanoi.
Longue d'environ 65 km, Elle traverse les districts de Dong Anh, Bac Tu Liem, Nam Tu Liem, Cau Giay, Thanh Xuan, Thanh Tri, Hoang Mai, Long Bien et Gia Lam.